# Ename

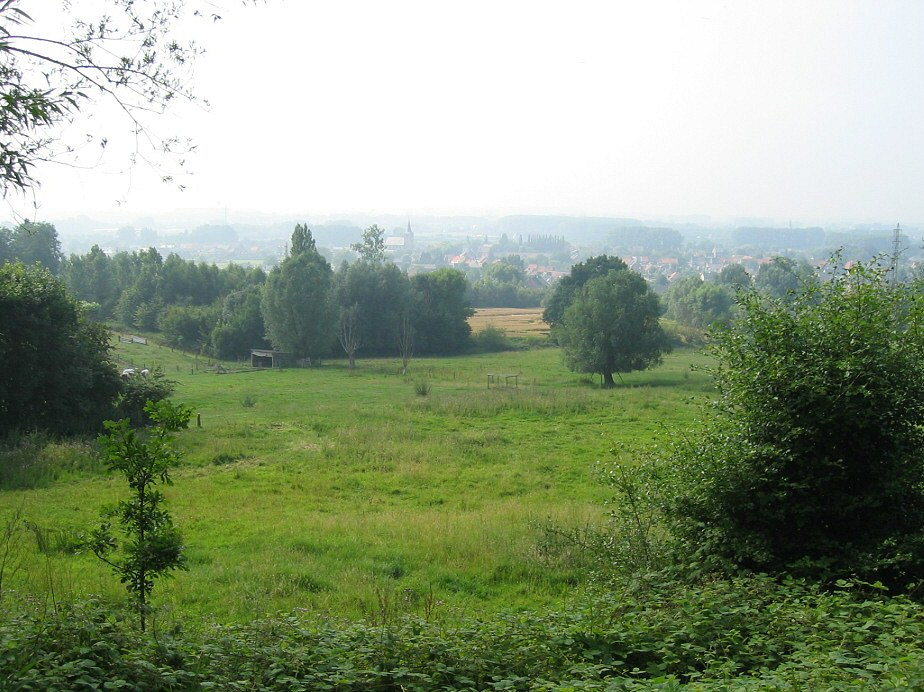
Blick auf die Schelde bei Ename

Ename ist ein Dorf an der Schelde in der belgischen Provinz Ostflandern, das heute ein Teil der Stadt Oudenaarde ist.

## Geschichte
In den 1970er Jahren entdeckte man in Ename am rechten Ufer der Schelde die Fundamente einer Befestigungsanlage, die von Kaiser Otto II. als Grenzbefestigung von Valenciennes und der Markgrafschaft Antwerpen gegen Frankreich angelegt worden war. Bereits 1034 (nicht 1033) wurde Ename nach der Eroberung durch Balduin IV., Graf von Flandern zerstört, was zu einer eigenen Entwicklung des Nachbardorfes Oudenaarde führte.
Nach einer lang andauernden Rebellion versöhnte sich Graf Balduin V. 1056 mit dem deutschen Reich. Zwischen 1062 und 1063 erwarb der Graf die Markgrafschaft von dem Regenten, Anno II., Erzbischof von Köln, und kaufte das Allod von Ename des Hermann II. (Lothringen) (Pfalzgraf von Lothringen, aber noch unter Vormundschaft von Erzbischof Anno II).
Das lothringische Bollwerk verschwand endgültig 1062 nach der Gründung der Abtei Sankt Salvator. Die Abtei wurde während des Bildersturms von 1566 niedergebrannt, in der Französischen Revolution beschlagnahmt.
Als Herren der Burg (Markgrafen von Ename) treten auf:
- Gottfried der Gefangene, † nach 995 Graf von Verdun,
- Hermann von Eenham, † 1029, dessen Sohn

Die Archäologische Stätte von Ename wurde vom belgischen Staat mit dem Europäischen Kulturerbe-Siegel ausgezeichnet. Die Geschichte von Ename, insbesondere des Hochmittelalters, wird im Provinzial-Archäologischen Museum Ename dargestellt, wo auch bedeutende Funde gezeigt werden.

## Weblinks

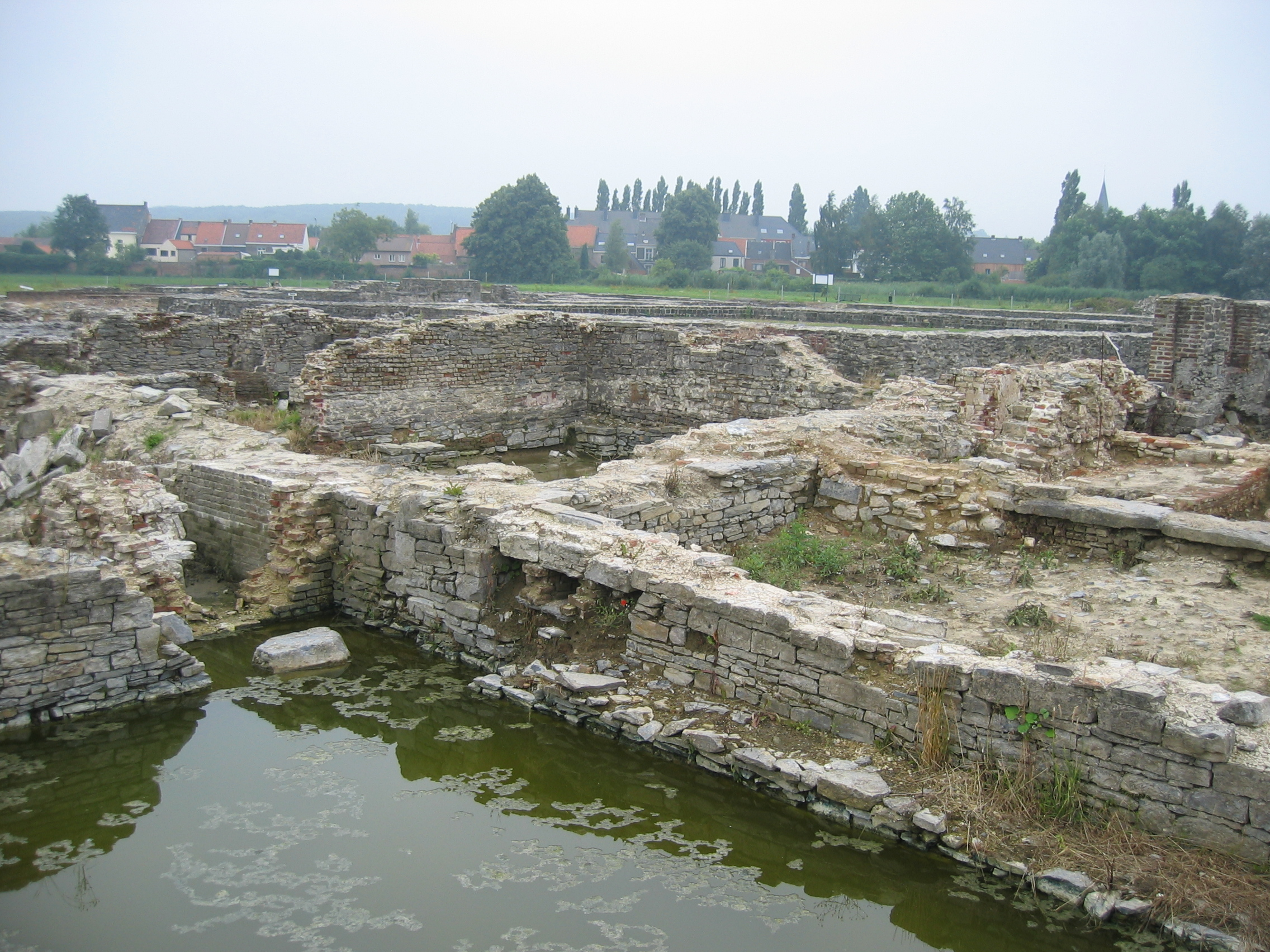
Ruinen der Abtei Sankt-Salvator
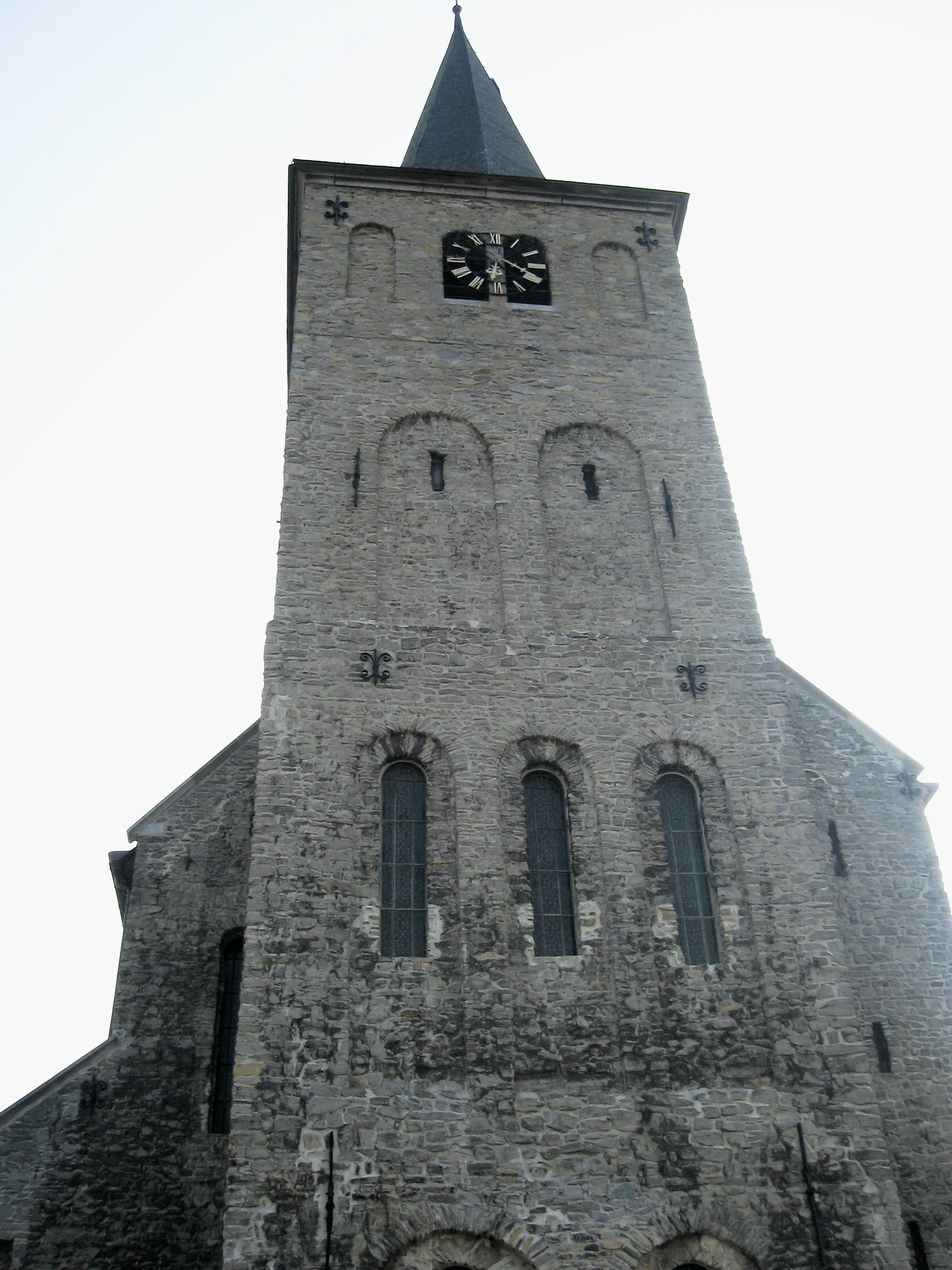
Laurentiuskirche
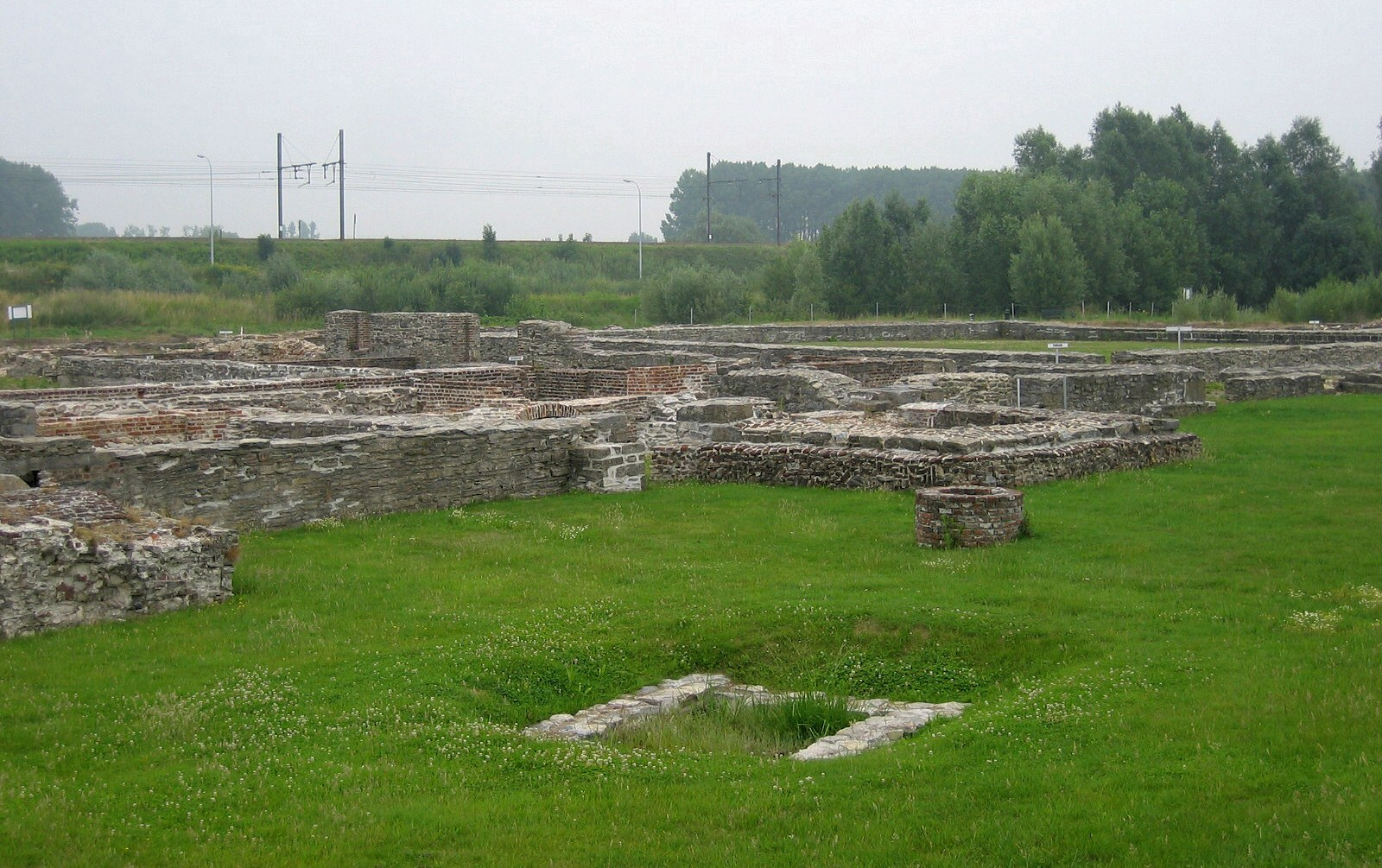
Ruinen der Abtei Sankt-Salvator